# كايس جاكميل
كايس جاكميل هي مدينة في هايتي في دائرة جاكميل. يبلغ عدد سكانها 40,230 نسمة وذلك حسب تقدير 2009. يبلغ ارتفاع المدينة عن سطح البحر قرابة 586 متر.

## وصلات خارجية
- الموقع الرسمي